# Children (canção)
"Children" é uma canção instrumental do DJ ítalo-suíço Robert Miles. Foi lançada em novembro de 1995 como o primeiro single de seu álbum Dreamland. A canção é o single de maior sucesso de Miles, sendo certificado com discos de ouro e platina em vários países. Alcançou a primeira posição nas tabelas musicas em 12 países.
No Brasil, a canção fez parte da trilha sonora internacional da novela Anjo de Mim, exibida entre 1996 e 1997 pela Rede Globo.

## Posições
| Tabela (1995/96)                                      | Posição |
| ----------------------------------------------------- | ------- |
| O campo songid é OBRIGATÓRIO PARA PARADA ALEMÃ        | 1       |
| Austrália (ARIA)                                      | 5       |
| Áustria (Ö3 Austria Top 75)                           | 1       |
| Bélgica (Ultratop 50 de Flandres)                     | 2       |
| Bélgica (Ultratop 50 da Valônia)                      | 1       |
| Canadá (RPM)                                          | 21      |
| Canadá - Dance (RPM)                                  | 1       |
| Dinamarca (Tracklisten)                               | 1       |
| Espanha (AFYVE)                                       | 1       |
| Estados Unidos U.S. Billboard Hot 100                 | 21      |
| Estados Unidos U.S. Billboard Hot Adult Top 40 Tracks | 23      |
| Estados Unidos U.S. Billboard Hot Dance Club Play     | 1       |
| Estados Unidos U.S. Billboard Rhythmic Top 40         | 32      |
| Estados Unidos U.S. Billboard Top 40 Mainstream       | 17      |
| União Europeia (Eurochart Hot 100)                    | 1       |
| Finlândia (Suomen virallinen lista)                   | 1       |
| França (SNEP)                                         | 1       |
| Irlanda (IRMA)                                        | 2       |
| Itália (FIMI)                                         | 1       |
| Países Baixos (Dutch Top 40)                          | 3       |
| Nova Zelândia (Recorded Music NZ)                     | 4       |
| Noruega (VG-lista)                                    | 1       |
| Reino Unido (The Official Charts Company)             | 2       |
| Suécia (Sverigetopplistan)                            | 1       |
| Suíça (Schweizer Hitparade)                           | 1       |

### Tabelas de fim de ano
| Tabela (1996)                    | Posição |
| -------------------------------- | ------- |
| Austrália (ARIA)                 | 32      |
| Áustria (Ö3 Austria Top 40)      | 4       |
| Bélgica (Ultratop 50 Flanders)   | 4       |
| Bélgica (Ultratop 40 Wallonia)   | 6       |
| Canadá - Dance (RPM)             | 1       |
| França (SNEP)                    | 7       |
| Países Baixos (Dutch Top 40)     | 8       |
| Suíça (Schweizer Hitparade)      | 3       |
| Estados Unidos Billboard Hot 100 | 65      |

### Certificações
| País        | Certificação | Data               | Vendas  |
| ----------- | ------------ | ------------------ | ------- |
| Alemanha    | Platina      | 1996               | 500,000 |
| França      | Platina      | 1996               | 500,000 |
| Noruega     | Platina      | 1996               | 40,000  |
| Reino Unido | Platina      | 1 de abril de 1996 | 600,000 |
| Suécia      | Ouro         | 20 de maio de 1996 | 10,000  |
| Suíça       | Platina      | 1996               | 50,000  |

## Sucessão
| Precedido por "Gangsta's Paradise" por Coolio featuring LV "Macarena" por Los Del Rio | Singles número 1 na Suiça 18 de fevereiro de 1996 - 5 de maio de 1996 (12 semanas) 19 de maio de 1996 (1 semana) | Sucedido por "Macarena" por Los Del Rio                                 |
| Precedido por "Spaceman" por Babylon Zoo                                              | Singles número 1 na Bélgica 23 de março de 1996 - 13 de abril de 1996 (4 semanas)                                | Sucedido por "Soirée disco" por Boris                                   |
| Precedido por "Spaceman" por Babylon Zoo                                              | Singles número 1 no European Hot 100 23 de março de 1996 - 21 de junho de 1996 (11 semanas)                      | Sucedido por "Macarena" por Los Del Rio                                 |
| Precedido por "Soirée disco" por Boris                                                | Singles número 1 na França 23 de março de 1996 - 21 de junho de 1996 (11 semanas)                                | Sucedido por "The X-Files" por Mark Snow                                |
| Precedido por "Firestarter" por The Prodigy                                           | Singles número 1 na Noruega 16/1996 – 20/1996 (5 semanas)                                                        | Sucedido por "Lemon Tree" por Fools Garden                              |
| Precedido por "Firestarter" por The Prodigy                                           | '''Singles número 1 na Finlândia' 18/1996 – 20/1996 (3 semanas)                                                  | Sucedido por "Until It Sleeps" por Metallica                            |
| Precedido por "California Love" por 2Pac featuring Dr. Dre and Roger Troutman         | Singles número 1 na Suécia 12 de abril de 1996 - 24 de maio de 1996 (7 semanas)                                  | Sucedido por "Until It Sleeps" por Metallica                            |
| Precedido por "Macarena" por Los Del Rio                                              | Singles número 1 na Áustria 28 de abril de 1996 (1 semana) 12 de maio de 1996 - 9 de junho de 1996 (5 semanas)   | Sucedido por "Macarena" por Los Del Rio "Coco Jamboo" por Mr. President |
| Precedido por "America (I Love America)" por Full Intention                           | Singles número 1 no Hot Dance Club Songs 15 de junho de 1996 (1 semana)                                          | Sucedido por "Wrong" por Everything but the Girl                        |
| Precedido por "Killing Me Softly" por The Fugees                                      | Singles número 1 no Canadian Dance Chart 24 de junho de 1996 - 22 de julho de 1996 (5 semanas)                   | Sucedido por "Wrong" por Everything but the Girl                        |